# حكايات جوجوكا
حكايات جوجوكا هو كتاب رسوم للكاتب المغربي محمد حمري (1932-2000) يحتوي على ثماني قصص تتضمَّن أساطير حول أصول الصوفية وطقوس كبار الموسيقيين في جوجا أو جوجوكا. تحكي هذه القصص والأساطير عن قرية جوجوكا أو جاجوكا وهي القرية التي تقعُ في المغرب وينتمي لهت محمد حمري. تشتهرُ هذه القرية بصلاتها مع جيل بيت وبريان جونز مؤسس فرقة ذا رولينج ستونز (بالإنجليزية: Rolling Stones)‏.

## الكتاب
نُشرت حكايات جوجوكا لأول مرة في عام 1975 من قبل دار نشر كوبرا برِس (بالإنجليزية: Capra Press)‏ في سانتا باربرا، كاليفورنيا. كان امحرر الكتاب هو إدوار روديتي. كان هذا الكتاب هو الأخير من بين خمسة وثلاثين كتابًا صغيرًا في سلسلة تضمنت أيضًا أنايس نين وريموند كارفر ولورنس دوريل وهنري ميللر. تحتوي سلسلة الكتب هذه في الواقع على 41 عنوانًا في السلسلة. حمري هو المغربي الوحيد الذي نَشر في كتابًا له في هذه السلسلة. السلسلة عبارة عن مجموعة من حكايات وأساطير قرية جاجوكا (وتُكتب في مصادر أخرى جاجوكة) وموسيقييها الكبار. يتضمن الكتاب «أسطورة بوجلود» الذي يربط بين أسطورة نشأة كبار الموسيقيين في جوجوكة وارتباطهم بالإله بان. هناك أيضًا قصة «الفلاح مع الأسود ومعالج العقول المجنونة» التي هي سردٌ للقاء سيدي أحمد شيش الأول مع أسلاف الموسيقيين في ج  800 ميلادي. أحمد هذا هو الوليُّ الصوفيُّ الذي أسَّس القرية. جديرٌ بالذكر هنا أنَّ الترجمة من اللغة المغاربية الأصلية تمَّت بقلم بلانكا نيلاند.

## النسخ

### النسخة المحدودة
تمت طباعة النسخة الأصلية مع الغلاف. نُشرت خمسين نسخة ورقية موقعة ومرقمة في عام 1975.

### الطبعة الجديدة
في عام 2003، أنتجت مطبعة النسر الأسود في طنجة بالمغرب طبعة جديدة من الكتاب تحتوي على مقدمة وثلاث حكايات إضافية.

## رقم ISBN
- 0-88496-043-9 hbk.[23]
- 0-88496-044-7 pbk.[24]
- 0-9523838-8-8 (إصدار 2003)[25]